# 陳世淙
陳世淙，中華民國法官、前中華民國最高法院刑一庭庭長。理湛聯合法律事務所台南所所長。

## 生平
陳世淙，生於民國40年，台灣省嘉義縣人。於民國68年9月28日任職法官，於110年2月21日退休。擔任法官時期累積辦案19,799件，法官資歷42年，其中25年在最高法院。

## 經歷
中國文化大學法律系畢業，66年司法官特可及格，司法官訓練所第16期結業。之後進入法界服務約42年，其中25年係在最高法院。曾任高雄、台南、台北地方法院法官，台東地方法院庭長，台灣高等法院台南分院法官，台灣高等法院法官，司法院刑事廳科長，最高法院法官、大法庭法官，最高法院刑事第一庭庭長。現為理湛聯合法律事務所主持律師。

## 评价

### 正面评价
工商时报高度评价其法官資歷，誉其为“捍衛當事人權益的正義使者”

### 负面评价
前民進黨籍台北市議員謝明達改判無罪案，攻占行政院案，「中山之狼」案等判决中，陳世淙与黃瑞華法官行事遭媒体批评。
陳世淙曾被批喜好賞玩古董，不積極審判。陳發表聲明回应称，原審違法判決而必须發回更審，个人爱好未影响審判工作。
富商翁茂鍾案，因收受饋贈牵扯其中，媒体质疑黃瑞華等未加以批判。中华民国司法院点名其2007至2013年长期接受翁茂钟赠礼，行为不当但已逾时效，不必行政惩处。